# Jorma Pöyhönen
Jorma Uolevi Pöyhönen, född 29 mars 1927 i Suojärvi, död 2010, var en finländsk fysiker och ämbetsman. 
Pöyhönen blev student 1947, filosofie kandidat vid Helsingfors universitet 1954 samt filosofie licentiat och filosofie doktor vid Åbo universitet 1963. Han var lärare, assistent och forskare vid Åbo universitet 1954–1963, tillförordnad biträdande professor 1964–1965, biträdande professor 1965–1969, tillförordnad professor 1968–1969 och professor i fysik 1969–1980. Han var universitetets prorektor 1975–1978. Han var generaldirektör för Yrkesutbildningsstyrelsen 1980–1991. Han har skrivit ett 60-tal vetenskapliga artiklar främst inom fasta tillståndets fysik.